# Monte Adagdak
Il monte Adagdak è uno stratovulcano che occupa la parte nordorientale dell'isola di Adak nelle Aleutine.
Il monte è composto da tre stratificazioni differenti corrispondenti a tre periodi di vulcanismo: uno stadio di vulcano a scudo costituito da colate laviche basaltiche; un secondo stadio costituito dalla presenza di due coni vulcanici; un terzo stadio costituito dalla stratificazione di tre duomi lavici.